# Inconus lissus
Inconus lissus är en mångfotingart som beskrevs av Chamberlin 1941. Inconus lissus ingår i släktet Inconus och familjen Chelodesmidae. Inga underarter finns listade i Catalogue of Life.